# Новінкі (Томашівський повіт)
Новінкі (пол. Nowinki) — село в Польщі, у гміні Тишівці Томашівського повіту Люблінського воєводства.
У 1975-1998 роках село належало до Замойського воєводства.